# Chi Lan hài

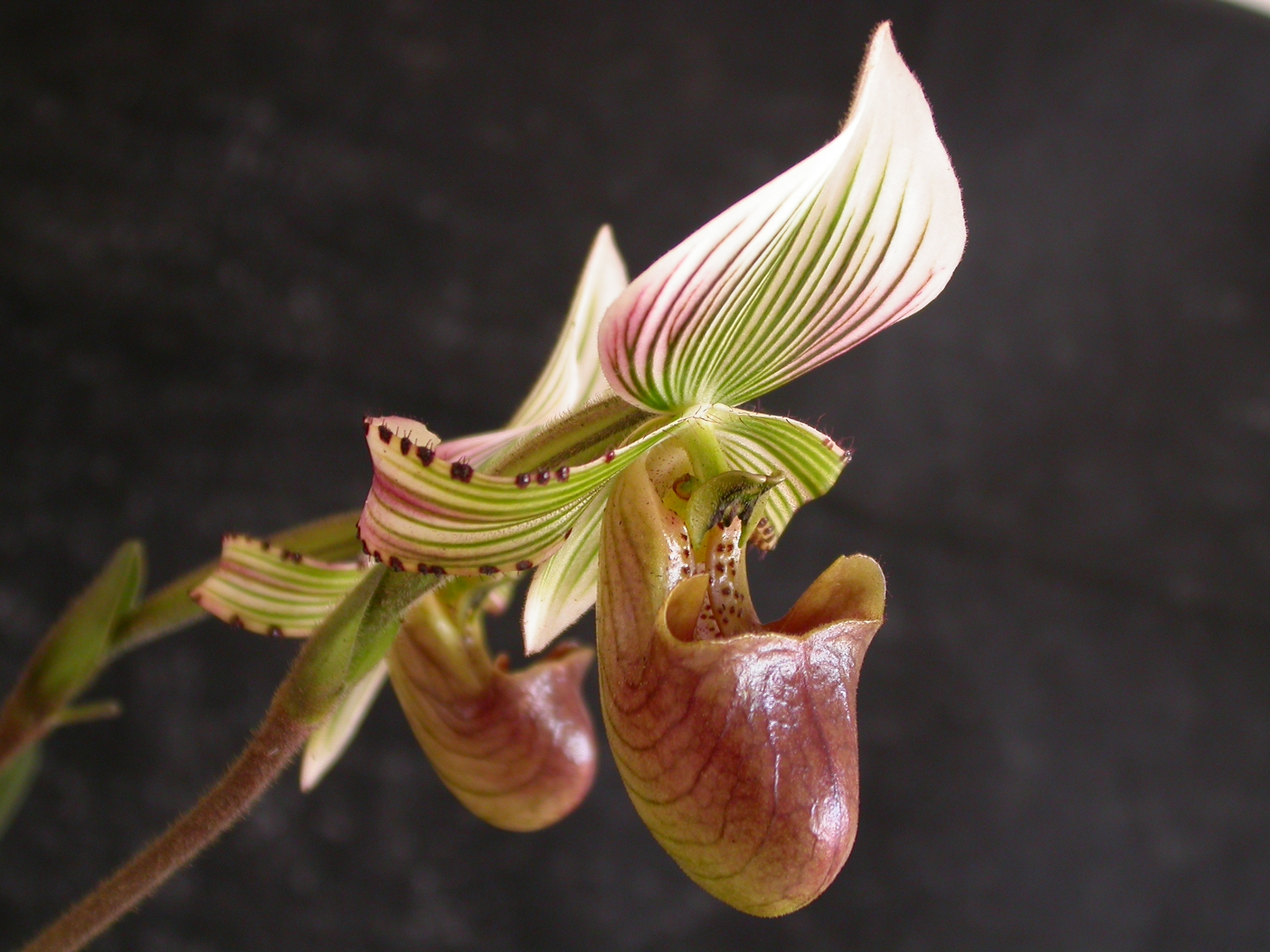
Paphiopedilum hennisianum

Chi Lan hài là một chi thuộc Họ Lan (Orchidaceae), được gọi là lan hài vì hoa có một cánh môi ở giữa có hình cái túi nhỏ nhìn giống như chiếc hài (giày phụ nữ thời phong kiến). Chi này chứa khoảng 80 loài đã được công nhận, trong đó có một số là lai ghép tự nhiên. Các loài lan hài này là bản địa của khu vực Hoa Nam, Ấn Độ, Đông Nam Á và các đảo trên Thái Bình Dương, và chúng tạo thành phân tông gọi là Paphiopedilinae chỉ chứa 1 chi này.
Theo sự thống kê, Việt Nam có khoảng 14 loài lan hài như: hài Thái (Paphiopedilum appletonianum), hài đẹp (Paph. bellatulum), hài vân (Paph. callosum), hài đốm (Paph. concolor), hài hồng (Paph. delenatii), hài trắng (Paph. emersonii), hài lục (Paph. gratrixianum), hài lùn (Paph. helenae), hài bắc (Paph. henryanum), hài hiệp (Paph. hiepii), hài lông (Paph. hirsutissimum), hài râu (Paph. parishii), hài tía (Paph. purpuratum) và hài vàng hay kim hài (Paph. villosum). Nhưng nhiều loài đang bị săn lùng và bị đe doạ tuyệt chủng.

## Phân loại và hệ thống
Tên gọi chi Paphiopedilum được Ernst Hugo Heinrich Pfitzer đề xuất năm 1886; nó có nguồn gốc từ Paphos (một thành phố trên đảo Síp) và từ trong tiếng Hy Lạp cổ đại pedilon nghĩa là "hài, dép". Một điều trớ trêu là không có loài lan Paphiopedilum nào sinh sống trên đảo Síp – ít nhất là theo phân bố hiện nay. Nhưng trong suốt một thời gian dài người ta đã trộn các loài trong chi này với các họ hàng gần của chúng là chi Cypripedium, trên thực tế có loài sinh sống trong khu vực Địa Trung Hải. Paphiopedilum được công nhận là chi hợp lệ vào năm 1959, nhưng việc sử dụng các danh pháp khoa học chỉ hạn chế cho các loài ở khu vực Đông và Đông Nam Á.

### Phân chia
Chi Paphiopedilum từng được chia ra thành nhiều phân chi, và sau đó thành các đoạn và phân đoạn:
- Phân chi Parvisepalum
- Phân chi Brachypetalum
- Phân chi Polyantha
  - Đoạn Mastigopetalum
  - Đoạn Polyantha
  - Đoạn Mystropetalum
  - Đoạn Stictopetalum
  - Đoạn Paphiopedilum
  - Đoạn Seratopetalum
  - Đoạn Cymatopetalum
  - Đoạn Thiopetalum
- Phân chi Sigmatopetalum
  - Đoạn Spathopetalum
    - Phân đoạn Macronidium
    - Phân đoạn Spathopetalum

  - Đoạn Blepharopetalum
  - Đoạn Mastersianum
  - Đoạn Punctatum
  - Đoạn Barbata
    - Phân đoạn Lorapetalum
    - Phân đoạn Chloroneura

  - Đoạn Planipetalum
  - Đoạn Venustum
- Phân chi Cochlopetalum

## Một số loài
Có nhiều loại lan hài, xem thêm: 
- Lan hài xanh (danh pháp khoa học: Paphiopedilum malipoense)
- Lan hài đốm (danh pháp khoa học: Paphiopedilum concolor)
- Lan hài xoắn (danh pháp khoa học: Paphiopedilum dianthum)
- Lan hài đài cuộn (Paphiopedilum appletoniaum)
- Lan hài đỏ (Paphiopedilum delenatii)
- Lan hài vàng hay lan hài Hêlen (Paphiopedilum helenae)
- Lan hài Hằng (Paphiopedilum hangianum)
- Kim hài (Paphiopedium villosum)